# Mesotype
Mesotype is een geslacht van vlinders uit de familie van de spanners (Geometridae).

## Soorten
- Mesotype didymata (Linnaeus, 1758) -  pijlkruidspanner
- Mesotype parallelolineata (Retzius, 1783)
- Mesotype verberata (Scopoli, 1763) -  bleke bergspanner
- Mesotype virgata Hüfnagel, 1767